# Онгар (Актюбинская область)
Онгар (каз. Оңғар, до 2000 г. — Сусановка) — село в Хромтауском районе Актюбинской области Казахстана. Входит в состав сельского округа Дон. Код КАТО — 156036600.

## Население
В 1999 году население села составляло 602 человека (285 мужчин и 317 женщин). По данным переписи 2009 года, в селе проживало 387 человек (200 мужчин и 187 женщин).

## Известные жители и уроженцы
- Алдияров, Байзулла (1924—1990) — Герой Социалистического Труда.